# Ahmad Mendes Moreira
Ahmad Mendes Moreira (Schiedam, 27 juni 1995) is een Guinees-Nederlands voetballer die als aanvaller speelt. In augustus 2021 verruilde hij Excelsior voor de Griekse PAS Giannina.

## Clubcarrière
Ahmad Mendes Moreira speelde in de jeugd van VVK '68, SC Feyenoord, Excelsior '20 en Excelsior Maassluis. In juli 2016 vertrok hij naar Kozakken Boys waar hij twee seizoenen in de Tweede Divisie speelde. In juli 2018 vertrok hij naar Eredivisieclub FC Groningen. Op 12 augustus 2018 debuteerde hij in het betaald voetbal. In de 5-1 verloren wedstrijd tegen SBV Vitesse verving Mendes Moreira in de 72e minuut Tom van Weert. Na een half seizoen bij FC Groningen vertrok hij op huurbasis naar Telstar, waarmee hij in de Eerste Divisie speelde. Na een seizoen vertrok hij bij FC Groningen en tekende hij in 2019 een tweejarig contract bij Excelsior. In augustus 2021 tekende hij een tweejarig contract bij de Griekse PAS Giannina.

## Clubstatistieken
| Seizoen   | Club                | Competitie         | Wedstrijden | Doelpunten |
| --------- | ------------------- | ------------------ | ----------- | ---------- |
| 2013-2014 | Excelsior Maassluis | Topklasse Zaterdag | 5           | 0          |
| 2014-2015 | Excelsior Maassluis | Topklasse Zaterdag | 25          | 3          |
| 2015-2016 | Excelsior Maassluis | Topklasse Zaterdag | 31          | 11         |
| 2016-2017 | Kozakken Boys       | Tweede Divisie     | 26          | 6          |
| 2017-2018 | Kozakken Boys       | Tweede Divisie     | 33          | 14         |
| 2018-2019 | FC Groningen        | Eredivisie         | 13          | 1          |
|           | SC Telstar          | Eerste Divisie     | 17          | 2          |
| 2019-2020 | Excelsior           | Eerste Divisie     | 28          | 7          |
| 2020-2021 | Excelsior           | Eerste Divisie     | 33          | 4          |
| 2021-2022 | PAS Giannina        | Super League       | 8           | 1          |

Bijgewerkt op 1 november 2021

## Interlandcarrière
Op 31 mei 2021 debuteerde Mendes Moreira onder bondscoach Didier Six voor Guinee in een oefeninterland in en tegen Turkije (0-0). Op 6 oktober 2021 speelde hij zijn eerste officiële wedstrijd voor Guinee in een WK-kwalificatieduel tegen Soedan (1-1).